# Young Vivian
Mititaigimimene Young Vivian (Niue, 12 novembre 1935) è un politico niueano.

## Biografia
È stato per due volte il premier di Niue. Per un breve periodo, Vivian è stato premier di Niue in seguito alla morte di Robert Rex, dal 12 dicembre 1992 al 9 marzo 1993, venendo poi sconfitto alle elezioni da Frank Lui.
Candidato sempre dal Partito del Popolo di Niue, ha sconfitto il precedente Premier Sani Lakatani nelle elezioni del maggio 2002, ricoprendo il ruolo per due mandati, fino al 2008.
Precedentemente è stato anche il segretario generale della Comunità del Pacifico dal 1979 al 1982. Fu rieletto all'Assemblea di Niue nelle ultime elezioni dell'aprile 2005.